# Armadillo Peak
Armadillo Peak är en bergstopp i Kanada.   Den ligger i provinsen British Columbia, i den centrala delen av landet, 3 900 km väster om huvudstaden Ottawa. Toppen på Armadillo Peak är 2 210 meter över havet, eller 385 meter över den omgivande terrängen. Bredden vid basen är 10,4 km. Armadillo Peak ingår i Spectrum Range.
Terrängen runt Armadillo Peak är kuperad åt sydväst, men åt nordost är den bergig. Trakten runt Armadillo Peak är nära nog obefolkad, med mindre än två invånare per kvadratkilometer.. Det finns inga samhällen i närheten.
Trakten runt Armadillo Peak består i huvudsak av gräsmarker.  Trakten ingår i den boreala klimatzonen. Årsmedeltemperaturen är −6 °C. Den varmaste månaden är augusti, då medeltemperaturen är 8 °C, och den kallaste är februari, med −14 °C.